# Mitrovac (żupania pożedzko-slawońska)
Mitrovac – wieś w Chorwacji, w żupanii pożedzko-slawońskiej, w mieście Kutjevo. W 2011 roku liczyła 133 mieszkańców.